# بالی (فیلم۱۹۷۰)
بالی (ایتالیایی: Bali) یک فیلم عاشقانه ایتالیایی به کارگردانی اوگو لیبراتوره و پائولو هئوش است که در سال ۱۹۷۰ منتشر شد.

## گزیدهٔ بازیگران
- جان استاینر
- لائورا آنتونلی
- اومبرتو اورسینی
- یوهانس شاف
- اتوره مانی
- ایلونا استالر